# Lista de produtos da Volkswagen Caminhões e Ônibus
Aqui estão listados todos os produtos da Volkswagen Caminhões e Ônibus.

## Caminhões

### Antigos
- 6.80 (rebaixado)
- 6.90P (Perkins 4249)
- 6.90S (MWM 229-4 Cil.)
- 7.90S (MWM 229-4 Cil.)
- 7.110 (MWM 229 EC-4 Turbo)
- 7.100 (MWM 4.10)
- 8.100 (MWM 4.10)
- 8.140 (MWM 4.10T)
- L80 (MWM 4.10TCA) Exportação
- 11.130 (MWM 229-6 Cil.)
- 11.140 (MWM 229-6 Cil.)
- 11.160 (Chrysler V8 5.8 Alcool)
- 12.140H (MWM 229-6 Cil.)
- 12.140T (MWM 4.10T)
- 12.180 (MWM 6.10T)
- 13.130 (MWM 229-6 Cil.)
- 14.140 (MWM 229-6 Cil.)
- 14.150 (MWM 6.10 Aspirado)
- 14.170 (Cummins 6BTAA)
- 14.180 (MWM 6.10T)
- 14.200 (Cummins 6BTAA)
- 14.210 (Cummins 6BTAA/6CT)
- 14.220 (Cummins 6CT)
- 16.170 (Cummins 6C Aspirado/6BTAA)
- 16.200 (Cummins 6BTAA)
- 16.210 (Cummins 6BTAA)
- 16.220 (Cummins 6CT)
- 16.300 (Cummins 6CTAA)
- 22.140 6x4 (MWM 229-6Cil.)
- 22.160 6x4 (Chrysler V8 5.8 Alcool)
- 24.220 6x4 (Cummins 6CT)
- 24.250 6x4 (Cummins 6CTAA)
- 35.300 (Cummins 6CTAA)
- 35.300H Leito (Cummins 6CTAA)

#### Série 2000
- 7.100 (MWM 4.10)
- 7.110 (MWM 4.10TCA)
- 8.120 (MWM 4.10TCA)
- 8.150 (MWM 4.10TCA)
- 13.150 (MWM 4.10TCA)
- 13.170 (Cummins 6BTAA/Cummins Interact 4.0)
- 13.180 (MWM 6.10TCA)
- 13.190 (Cummins 6BTAA)
- 15.170 (Cummins 6BTAA/Cummins Interact 4.0)
- 15.180 (MWM 6.10TCA)
- 15.190 (Cummins 6BTAA)
- 17.210 (MWM 6.10TCA/Cummins 6BTAA)
- 17.250 (Cummins Interact 6.0)
- 17.220 (Cummins 6CTAA)
- 17.300 (Cummins 6CTAA)
- 17.310 Titan (Cummins 6CTAA)
- 18.310 Titan (Cummins 6CTAA)
- 23.210 (MWM 6.10TCA/Cummins 6CTAA)
- 23.220 (Cummins 6CTAA)
- 23.250 (Cummins Interact 6.0)
- 23.310 Titan (Cummins 6CTAA)
- 24.220 (Cummins 6CTAA)
- 24.250 (Cummins 6CTAA)
- 26.220 (Cummins 6CTAA)
- 26.260 (Cummins 6CTAA)
- 26.300 (Cummins 6CTAA)
- 26.310 Titan (Cummins 6CTAA)
- 31.310 Titan (Cummins 6CTAA)
- 40.300 (Cummins 6CTAA)

### Atuais

#### Série Delivery
- 5.140 (MWM Sprint 4.08TCAE)
- 8.150 (MWM Sprint 4.08TCAE)
- 8.150E DLV Plus (Cummins Interact 4.0)
- 9.150E DLV (Cummins Interact 4.0)
- 5.150 (Cummins ISF)
- 8.160 (Cummins ISF)
- 9.160 (Cummins ISF)
- Express + (Cummins ISF)
- 4.160(Cummins ISF)
- 6.160(Cummins ISF)
- 9.170 (Cummins ISF)
- 11.180(Cummins ISF)
- 13.180(Cummins ISF)

#### Série eDelivery
- 11 (VW 280)
- 14 (VW 280)

#### Série Worker
- 8.120 Euro 3 (MWM 4.10TCA)
- 8.150 Euro 3 (MWM 4.10TCA)
- 8.150E (Cummins Interact 4.0)
- 9.150E (Cummins Interact 4.0)
- 13.180E (MWM Acteon 4.12TCAE)
- 13.180 Euro 3 (MWM 6.10TCA)
- 15.180E (MWM Acteon 4.12TCAE)
- 15.180 Euro 3 (MWM 6.10TCA)
- 17.180 Euro 3 (MWM 6.10TCA)
- 17.220 Euro 3 (Cummins 6CTAA 8.3)
- 24.220 Euro 3 (Cummins 6CTAA 8.3)
- 17.250E (Cummins Interact 6.0)
- 24.250E (Cummins Interact 6.0)
- 18.310 (Cummins 6CTAA 8.3)
- 26.220 Euro 3 (Cummins 6CTAA 8.3)
- 26.260E (MWM Acteon 6.12TCAE)
- 31.260E (MWM Acteon 6.12TCAE)
- 13.190E Euro V (MAN 4 Cyl)
- 15.190E Euro V (MAN 4 Cyl)
- 17.190E Euro V (MAN 4 Cyl)
- 17.230E Euro V (MAN 4 Cyl)
- 24.230E Euro V (MAN 4 Cyl)

#### Série Constellation
- 13.180 (MWM Acteon 4.12TCAE)
- 15.180 (MWM Acteon 4.12TCAE)
- 17.250 (Cummins Interact 6.0)
- 24.250 (Cummins Interact 6.0)
- 17.320 (Cummins ISC8.3)
- 24.320 (Cummins ISC8.3)
- 19.320 (Cummins ISC8.3)
- 19.370 (MWM-International NGD 9.3)
- 25.320 (Cummins ISC8.3)
- 25.370 (MWM-International NGD 9.3)
- 26.260 (MWM Acteon 6.12TCAE)
- 31.260 (MWM Acteon 6.12TCAE)
- 31.320 (Cummins ISC8.3)
- 31.370 (MWM-International NGD 9.3)
- 13.190E Euro V (MAN 4 Cyl)
- 15.190E Euro V (MAN 4 Cyl)
- 17.190E Euro V (MAN 4 Cyl)
- 17.280E Euro V (MAN 6 Cyl)
- 24.280E Euro V (MAN 4 Cyl)
- 26.280E Euro V (MAN 4 Cyl)
- 31.280E Euro V (MAN 4 Cyl)
- 17.330E Euro V (Cummins ISL)
- 19.330E Euro V (Cummins ISL)
- 24.330E Euro V (Cummins ISL)
- 31.330E Euro V (Cummins ISL)
- 19.390E Euro V (Cummins ISL)
- 25.390E Euro V (Cummins ISL)
- 26.390E Euro V (Cummins ISL)
- 31.390E Euro V (Cummins ISL)

#### Série Meteor
- 28.460 Euro V (MAN D2676 LF94)
- 29.520 Euro V (MAN D2676 LF75)

#### Série MAN ExtraPesados
- 28.440E Euro V (MAN TGX)
- 28.460E Euro VI (MAN TGX)
- 29.440E Euro V (MAN TGX)
- 29.520E Euro VI (MAN TGX)[1]
- 31.440E Euro V (MAN TGX)
- 33.440E Euro V (MAN TGX)

## Ônibus

### Antigos
- 7.110 CO (MWM 229 EC-4 Turbo)
- 8.140 CO (MWM 4.10T)
- 16.180 CO (MWM 6.10T)
- 16.210 CO (MWM 6.10TCA)

#### Série 2000
- 8.120 OD (MWM 4.10TCA)
- 8.150 OD (MWM 4.10TCA)
- 17.210 OD (MWM 6.10TCA)
- 17.240 OT (MWM 6.10TCA)
- 18.310 OT (Cummins 6CTAA)

### Atuais
- 5.140 EOD (MWM Sprint 4.08TCAE)
- 8.120 EOD Euro 3 (MWM 4.10TCA)
- 8.150 EOD (MWM Sprint 4.08TCAE /MWM Acteon 4.12TCAE)
- 8.180 E ORE 1 (MWM Acteon 4.12TCAE/Cummins Interact 4.0)
- 9.150 EOD (MWM Acteon 4.12TCAE/Cummins Interact 4.0)
- 9.180 Urban Euro VI (MWM Acteon 4.12TCAE/Cummins Interact 4.0)
- 11.180 EOD Euro VI (MWM Acteon 4.12TCAE/Cummins Interact 4.0)
- 15.190 EOD (MWM Acteon 4.12TCAE)
- 15.210 EOD Euro VI (MWM Acteon 4.12TCAE)
- 17.210 EOD (MWM Acteon 6.12TCAE)
- 17.230 EOD Euro VI (MWM Acteon 6.12TCAE)
- 17.230 EOD (MWM Acteon 6.12TCAE) Câmbio ZF V-trônic
- 17.260 EOD Euro VI (MWM Acteon 4.12TCAE)
- 17.260 EOT (MWM Acteon 6.12TCAE)
- 17.260 EOD (MWM Acteon 6.12TCAE) Câmbio ZF V-trônic
- 18.320 EOT (Cummins ISC8.3)
- 5.150 EOD Euro V (Cummins ISF)
- 8.160 EOD Euro V (Cummins ISF)
- 9.160 EOD Euro V (Cummins ISF)
- 15.190 EOD Euro V (MAN 4 CYL)
- 17.230 EOD Euro V (MAN 4 CYL)
- 17.260 EOT Euro V (MAN 6 CYL)
- 18.280 OT LE Euro V (MAN 6 CYL)
- 18.320 L Euro VI (MAN 6 CYL)
- 18.320 SH Euro VI (MAN 6 CYL)
- 18.330 EOT Euro V (Cummins ISL)
- 22.260 EOD Euro VI (Cummins ISL)
- 22.260 EOT Euro VI (Cummins ISL)

Câmbio ZF V-trônic
- 22.280 ODS Euro VI (Cummins ISL)

#### Série Militar
- 15.180 4x4 (MWM 6.10TCA)
- 15.210 4x4 (MWM 6.10TCA)

#### Série elétrica
- E-Volksbus 22 L

## Linha Histórica

### Caminhões
- 13.130 (Primeiro modelo da VWC, em 1981)
- L80 (Caminhão exportado para a Alemanha, na década de 1990)

1. ↑  Ribeiro, Rodrigo (1 de setembro de 2020). «Autoesporte | Globo». Autoesporte. Revista AutoEsporte. Consultado em 12 de março de 2021